# 増永正一
増永 正一（ますなが しょういち、1882年（明治15年）12月25日 - 1944年（昭和19年）8月1日）は、日本の裁判官、検事。勲二等、従三位。

## 経歴
千葉県出身。1908年（明治41年）、東京帝国大学法科大学独法科を卒業し、司法官試補となった。前橋地方裁判所判事、横浜地方裁判所判事、横須賀区裁判所判事、横浜区裁判所判事を歴任。1920年（大正9年）に朝鮮総督府裁判所に転じ、1925年（大正14年）に欧米に出張した。帰国後、高等法院判事、高等法院部長を経て、1934年（昭和9年）に朝鮮総督府法務局長となり、1937年（昭和12年）に高等法院検事長に就任した。
1943年（昭和18年）、退官。